# Beau (cântec)
„Beau” este un cântec al cântăreței de origine moldovenească Irina Rimes. Melodia a fost creată de Irina alături de Sebastian Barac și Marcel Botezan. Piesa a fost lansată împreună cu un videoclip pe 2 aprilie 2018 și este inclusă pe cel de-al doilea album de studio al interpretei, Cosmos (2018).

## Clasamente
| Țară (clasament) | Poziția maximă | Referință |
| ---------------- | -------------- | --------- |
| Airplay Top 100  | 52             | [ 1 ]     |